# No (plaats)
No is een plaats in de Deense regio Midden-Jutland, gemeente Ringkøbing-Skjern. De plaats telt 279 inwoners (2008). Het dorp ligt aan de voormalige spoorlijn Ringkøbing  Holstebro Syd. Het stationsgebouw is bewaard gebleven. 